# تروندلاگ
تُرُونْدِلاگْ، (به لاتین: Trøndelag) یک منطقه و نیز یک استان در کشور نروژ است. پس از ادغام استان‌های سور تروندلاگ و نور تروندلاگ، (تروندلاگ جنوبی و شمالی) در ۱ ژانویه ۲۰۱۸ میلادی، استان تُرُونْدِلاگْ، ۴۴٫۲۶۷ کیلومتر مربع را شامل شده؛ و طبق آمار سال ۲۰۲۰ میلادی، مسکن ۴۶۸٫۹۸۱ نفر است. این مقدار، برابر ۱۲٫۹ درصد از مساحت کشور نروژ؛ و ۸٫۷ در صد از کل جمعیت کشور نروژ است. ساکنان این منطقه، تروندره، که به معنی تروندری یا اهل تُرُونْدِلاگْ، است؛ نامیده می‌شوند.
منطقه تُرُونْدِلاگْ، که در مرکز کشور نروژ واقع شده، از نظر جغرافیایی قابل تقسیم به چهار بخش است:
1. آبدره تروندهایم؛ یا تروندهایم فیوردن و دره‌هایی که در این آبدره دهانه دارند.
2. روستاها و جزایر موجود از محدوده شهرداری‌های هَیم و هیترا در جنوب، تا محدودهٔ شهرداری لِکا، در شمال.
3. ناحیهٔ نامدالن، در امتداد درّهٔ رودخانهٔ نامسِن.
4. روستاهای کوهستانی اُپدال،  روُروس؛ و ریندال که به ترتیب، در حوضهٔ آبریز رودخانه‌های گلوما، دیریوا؛ و سورنا واقع شده‌اند.

بخش عمده ای از جمعیت استان تروندلاگ، در امتداد ساحل فیورد تروندهایم زندگی می‌کنند. در سال ۲۰۱۹ میلادی، در عمل ۶۱ در صد از جمعیت کل استان، در امتداد محور اورکدال - استیوردال، مسکن داشتند. اگر به این مجموعه، ۴ شهر دیگر که به دنبال استیوردال در امتداد محور قرار دارند را اضافه کنیم، این میزان به ۷۵ درصد از اهالی استان یا تروندری‌ها می‌رسد.
پس از ایجاد تغییر در قوانین شهرداری‌ها در سال ۲۰۲۰ میلادی، استان تُرُونْدِلاگْ، دارای ۳۸ محدودهٔ شهرداری، شامل نواحی و شهرک‌های متعلق به هر محدوده است. در اثر تغییرات ذکر شده، ۲۰ محدودهٔ شهرداری، عملاً دستخوش تغییر شده و ۹ محدودهٔ جدید شهرداری، تشکیل پیدا کردند. طبق مصوبات این تغییرات، مرزهای خود استان تُرُونْدِلاگْ، نیز، رو به سمت جنوب غربی گسترش یافت و شهرداری هالسا، از استان موره او رومسدال، به استان تُرُونْدِلاگْ، منتقل شد. آخرین بار، در سال ۲۰۱۹ میلادی بود که مرزهای استان تُرُونْدِلاگْ، بار دیگر مورد تغییر قرار گرفت و یک شهرداری دیگر، یعنی شهرداری رایندال از استان موره او رومسدال، خارج و به تُرُونْدِلاگْ، پیوست. در سال ۱۹۶۶ نیز مقداری زمینهای زراعی در هر دو سوی رودخانه اورکلا، از استان هدمارک، به استان تُرُونْدِلاگْ، منتقل شده بود.
در کلیسای نروژ، از نظر حوزه نفوذ و تقسیمات مذهبی، استان تُرُونْدِلاگْ، معادل اسقف‌نشین نیداروس، با مرکز کلیسای جامع نیداروس، در شهرداری تروندهایم، است.
سازمان پلیس استان تُرُونْدِلاگْ، علاوه بر خود محدودهٔ استان، شامل شهرداری بیندال از استان نوردلاند نیز می‌شود.

## ساخت زمین در تروندلاگ

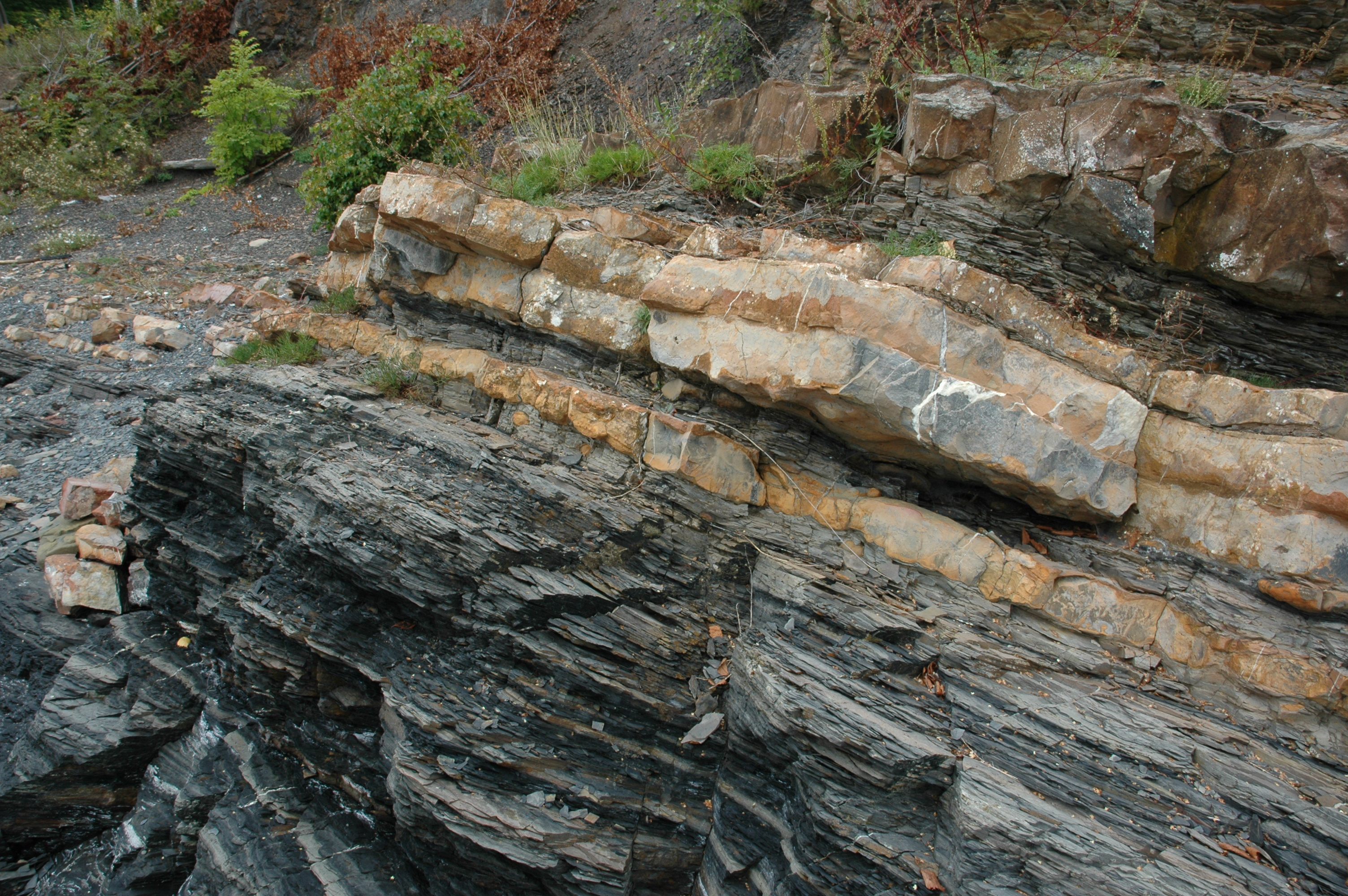
نمونه ای از لایه‌های سنگهای رسوبی که در اسلو و بسیاری از نقاط سوئد نیز یافت می‌شوند.

در بخش غربی شبه جزیرهٔ فُوسِن، جنس سنگها بیشتر  کالدونین  دگرگونی یافته از نوع گنیس متعلق به دوران پرکامبرین است.
در این منطقه، یک کمربند از جنس  سنگ‌های رسوبی کنگلومرا، ماسه سنگ‌های دوران دوونین، بر بستری از جنس سنگ آهک، گرانیت و دیوریت، متعلق به دوران کامبرین، از هیترا به اورلند کشیده شده؛ و به سمت شمال شرقی از  شبه جزیرهٔ فُوسِن؛ و نامدالن عبور می‌کند. این سنگها همچنین در مناطق جنوبی تر، برای مثال در پارک ملی بورگهفیل در نزدیکی مرز سوئد نیز یافت می‌شوند.
در بسیاری نقاط،  سنگهای آذرین جوانتر، دراین لایه‌های رسوبات قدیمی نفوذ کرده‌اند. به ویژه، در قسمت‌های مرتفع نامدالن، این پدیده قابل مشاهده است.

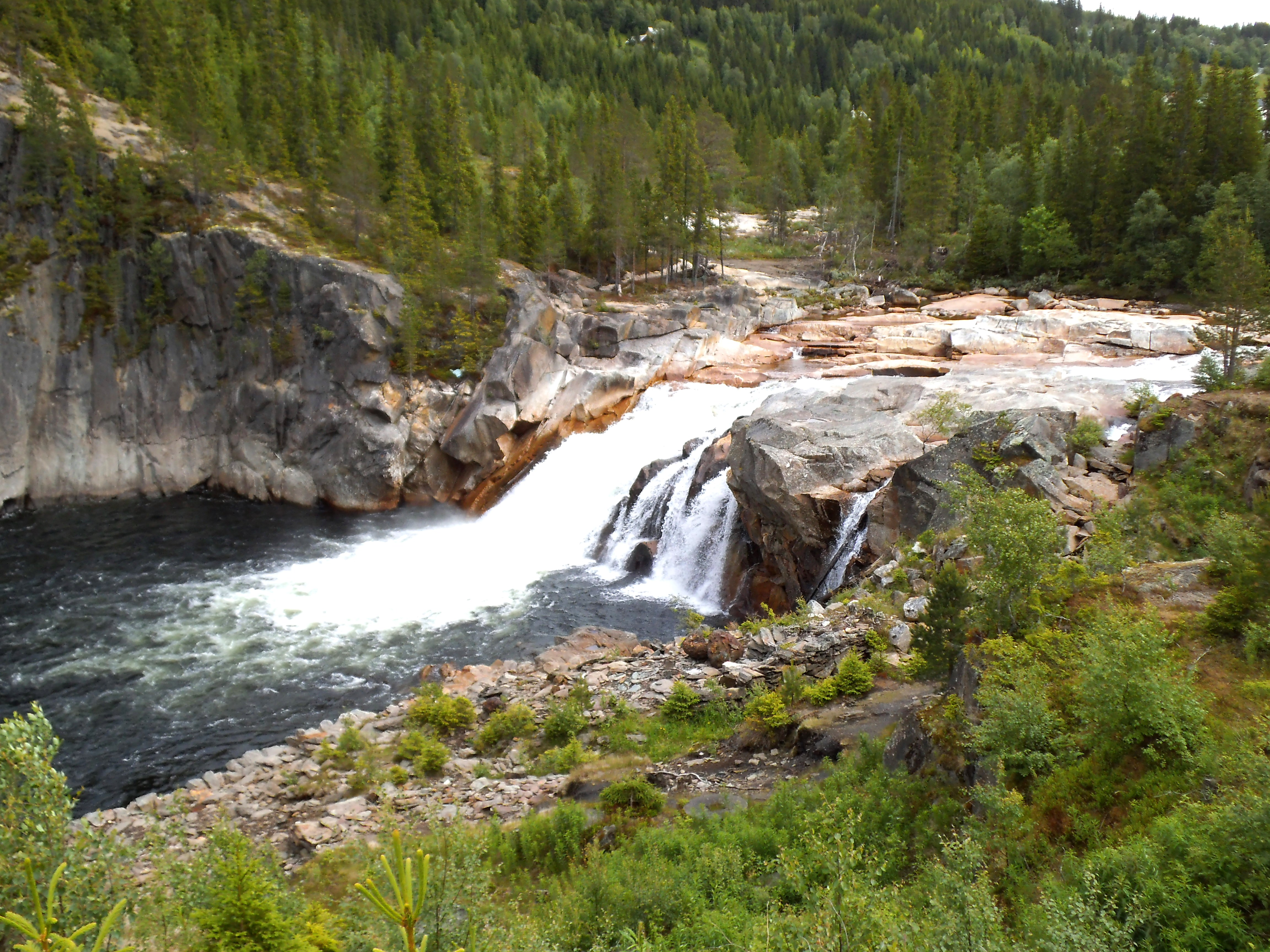
نمایی ازیک آبشار کوچک، واقع در میدان تروندهایم. یکی از نقاط کشف سنگ معدن مس. (Ålen)

در منطقهٔ تماس بین سنگ‌های رسوبی و آذرین، ذخایر زیادی از پیریت وجود دارد. در غرب آبدره بیت استاد، از جمله شهرداری استاینکیر، ذخایر سنگ آهن نیز یافت می‌شوند.

### میدان تروندهایم

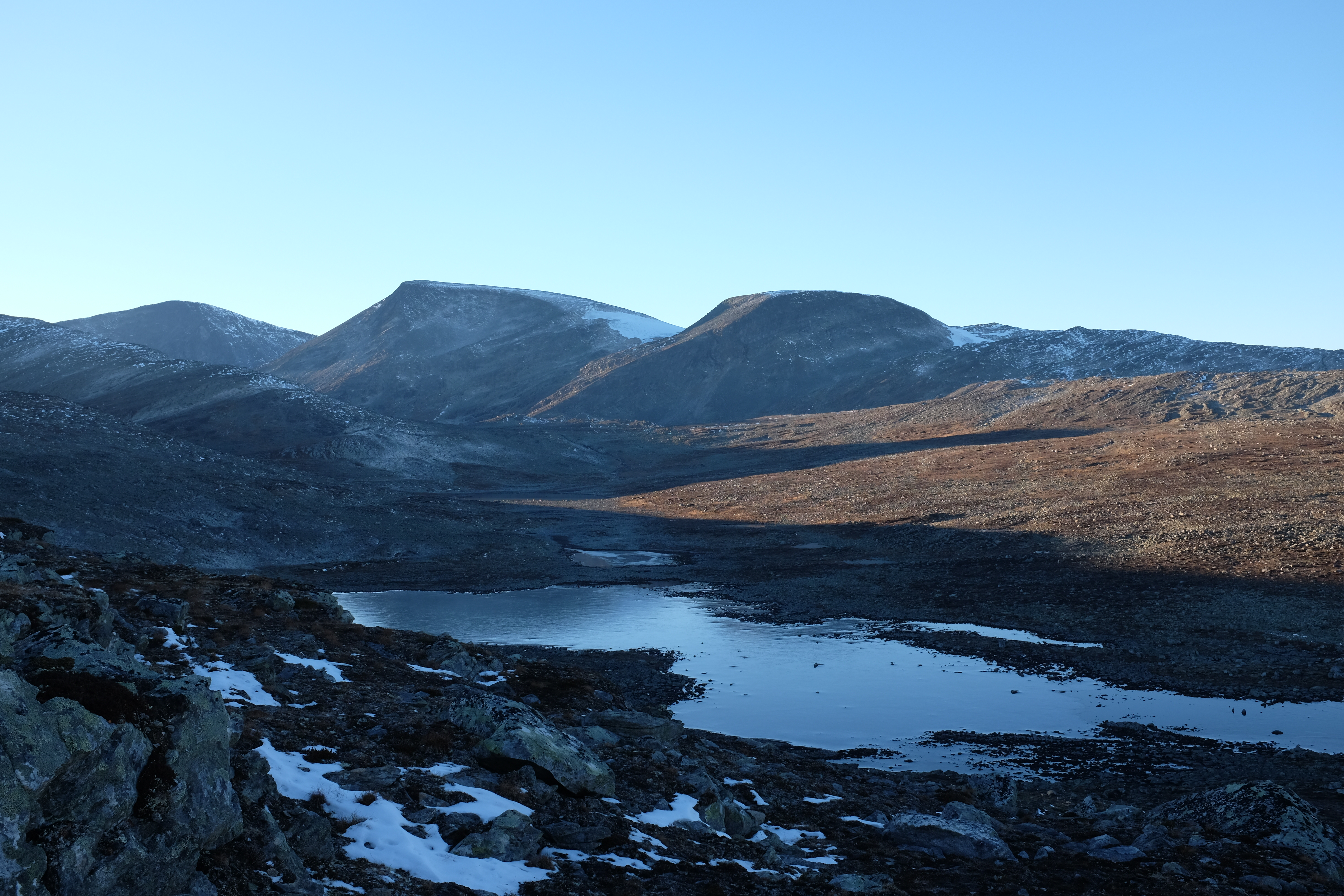
استوراسکریمتن، که ۱۹۸۵ متر بالاتر از سطح دریا ارتفاع دارد.

منطقهٔ اصلی دیگر، اصطلاحاً، میدان تروندهایم نامیده می‌شود. این منطقه، در شرق خط اصلی تقسیمی که در سراسر  شبه جزیرهٔ فوسن، می‌توان فرض کرد، قرار دارد. این منطقه، در درجهٔ اول، شامل سنگ‌های رسوبی بسیار قدیمی، مربوط به ۴۰۰ تا ۵۰۰ میلیون سال پیش است، که در بعضی از قسمت‌ها به شدت دچار  دگرگونی شده‌اند.
در لابه لای این سنگ‌ها، گاه، سنگ‌ها و کانی‌هایی، مربوط به اعماق بیشتر پیدا می‌شوند. (مانند سنگ‌های آذرین از نوع تروندهامیت و گابرو). در مرز سنگ‌های رسوبی و سنگ‌های آذرین، ذخایر پیریت، نوعی سنگ آهن؛ و سنگ معدن مس، کشف شده‌اند.
در جنوب و شرق، مناطق مرزی استان تُرُونْدِلاگْ، آرایش کوهستانی دارند. رشته کوه‌های ترولهایمن - دُووْرهِ فیَّل، در جنوب غربی دارای چندین قلّه، با ارتفاع بیش از ۱۶۰۰ تا ۱۷۰۰ متر، بالاتر از سطح دریا هستند. بلندترین آنها، استوراسکریمتن، که ۱۹۸۵ متر بالاتر از سطح دریا ارتفاع دارد؛ در مرز با استان اوپلاند و استان موره او رومسدال واقع شده‌است.

سیلان، یک منطقه کوهستانی درناحیه مرزی بین استان تروندلاگ در نروژ و استان یمتلاند در سوئد است.

در جنوب شرقی، پهنه روروس، که به مناطق اطراف روروس، گفته می‌شود، قرار دارد. ارتفاعات این منطقه، بیشتر، بالای ۱۲۰۰ متر، از سطح دریا قرار دارند. با این حال، در امتداد مرز سوئد در شرق روروس، در کوه ویگلن (Viglen) ارتفاع به ۱۵۶۱ متر بالاتر از سطح دریا می‌رسد.
در مناطق شمالی تر در امتداد مرز سوئد، رشته کوهای سیلان (Sylan) دارای قله‌هایی هستند که بلندترین آنها به ۱۷۶۲ متر بالاتر از سطح دریا می‌رسد. در شمال استورلین، ارتفاع کوه‌ها به ۱۲۰۰ تا ۱۵۰۰ متر بالاتر از سطح دریا می‌رسد. بلندترین آنها در مرز استان نوردلاند، ۱۵۱۳ متر از سطح دریا ارتفاع دارد.
ارتفاع زمین منطقه، رو به سمت آبدره و ساحل، کمتر شده؛ و درّه‌های بزرگی در عمق زمین پیش روی می‌کنند. درون درّه‌ها، خاک یخ‌نهشته خوبی وجود دارد. جنگل درختان برگ سوزنی تا ارتفاع ۷۰۰ تا ۸۰۰ متر، بالاتر از سطح دریا گسترده شده‌است.
مناطق پست، در کنار  آبدره تروندهایم؛ و در پایین درّه‌های بزرگ، پوشیده از خاک رس و ماسه دریایی است که تراس‌هایی تا ارتفاع ۱۵۰–۲۰۰ متر بالاتر از سطح دریا را تشکیل می‌دهد. در این مناطق، چندین بار  لغزش خاک، رخ داده‌است. در آب و هوای ساحلی، در کنار دریا، تخته سنگ و زمین باتلاقی زیاد؛ و رویش جنگل کم است.

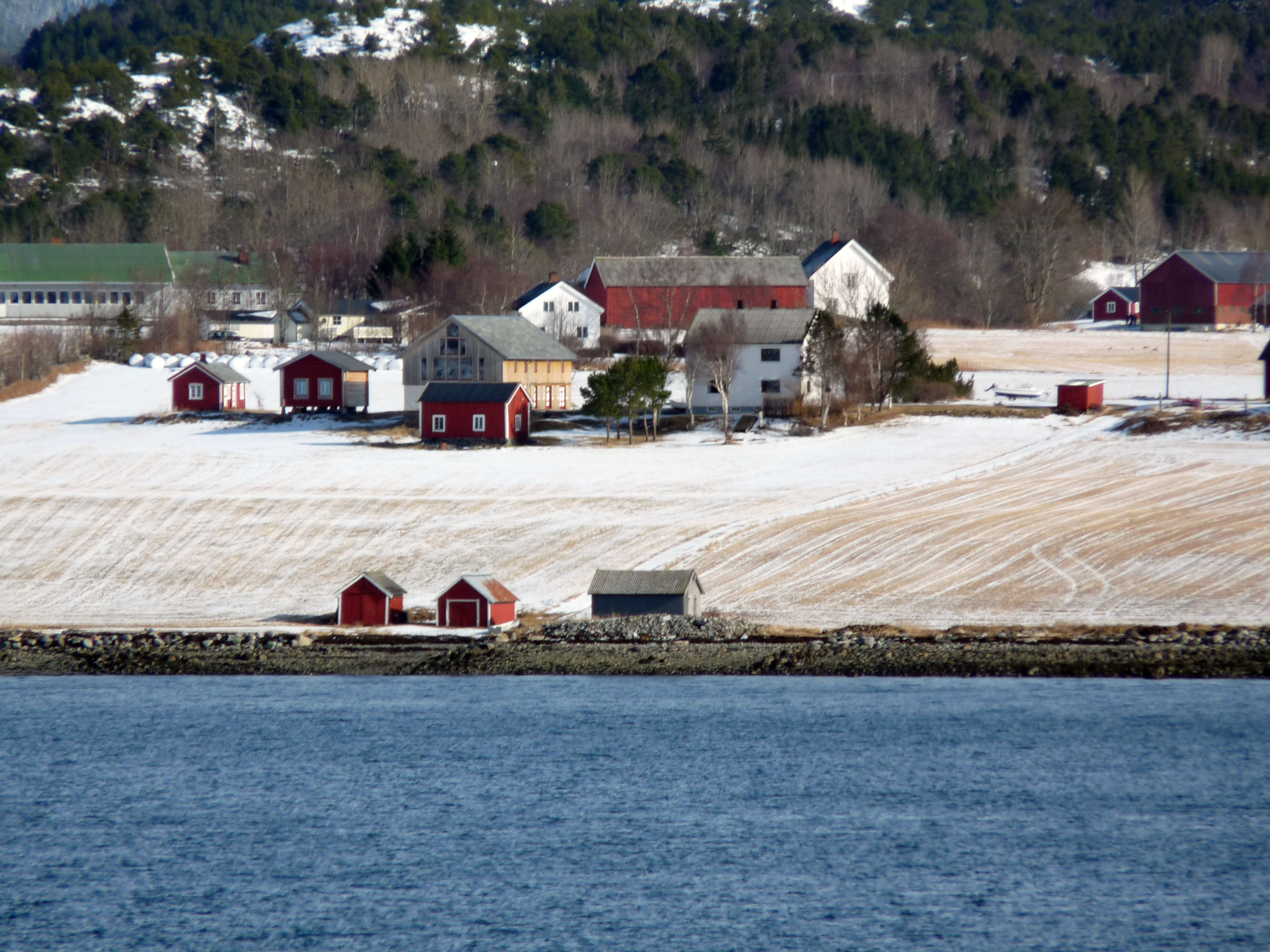
منطقهٔ زراعی، در ساحل تروندهایم فیوردن

شکل زمین‌های داخل تروندهایم فیوردن، با جهت چین خوردگی‌های  رشته کوه‌های کالدونین، که بخش قابل توجهی از آنها، رو به سمت جنوب غربی - شمال شرقی، گسترده می‌شوند، ارتباط دارد.
در پایان آخرین عصر یخبندان، مقدار زیادی شن و رسوبات گلِی در کف دریا ته‌نشین شد. بعدها این رسوبات در حدود ۱۰۰ متر در ساحل؛ و تا ۲۰۰ متر در مناطق داخلی تر، انباشته شده و بالا آمدند. این‌ها، مناطق وسیع کشاورزی در شرق و شمال تروندهایم فیوردن؛ و نامدالن، را تشکیل می‌دهند. در قسمت‌های مرکزی، درّه‌های وسیع و جنگلی وجود دارند که توسط تپه‌های کم ارتفاع، از هم جدا شده‌اند. وجه مشخصهٔ ساحل شمالی، پیشروی آبدره‌ها و تشکیل تعداد زیادی جزیرهٔ کوچک و صخره‌های بزرگ دریایی است.

## دریاچه اسنوس

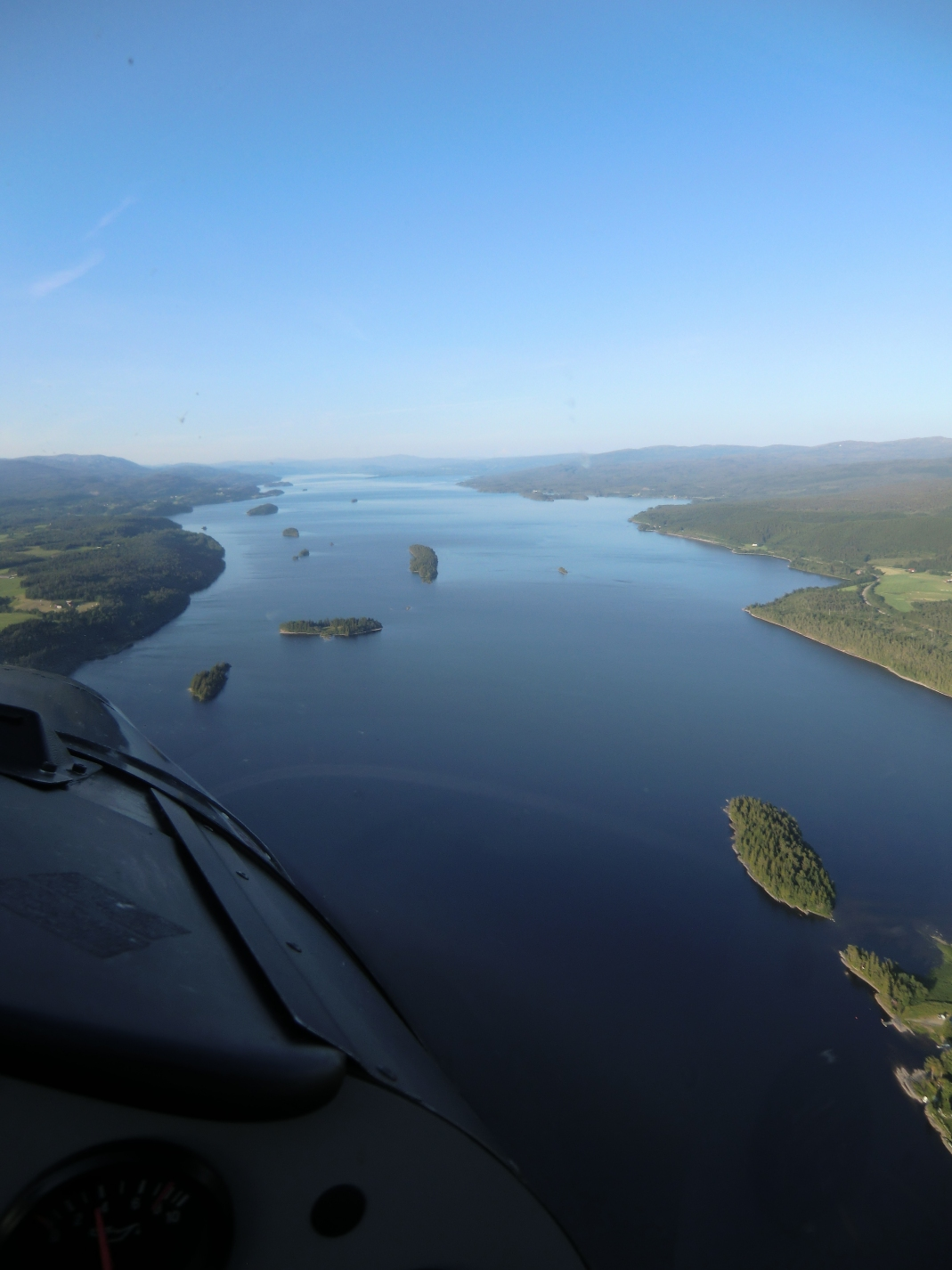
نمایی از دریاچه اِسنوُس Snåsavatnet

۳۳٫۱ درصد (۱۳۶۷۹ کیلومتر مربع) از مساحت تروندلاگ، کمتر از ۳۰۰ متر از سطح دریا، ارتفاع دارد. ۳۴ درصد (۱۴۰۴۸ کیلومتر مربع) بین ۳۰۰ تا ۶۰۰ متر بالاتر از سطح دریا واقع شده‌است. ۲۳٫۳ درصد (۹۶۱۹ کیلومتر مربع) بین ۶۰۰ تا ۹۰۰ متر بالاتر از سطح دریا و ۹٫۵ درصد (۳۹۱۹ کیلومتر مربع) بیشتر از ۹۰۰ متر، بالاتر از سطح دریا است. استان تروندلاگ، چند دریاچه نسبتاً بزرگ دارد.
بزرگترین دریاچه، در استان تُرُونْدِلاگْ، اسنوس نام دارد و در مقیاس کل
کشور نروژ، ششمین دریاچهٔ بزرگ کشوراست. دریاچهٔ اسنوس، با محیطی برابر ۱۵۲٫۳ کیلوتر، ۱۲۲ کیلومتر مربع مساحت دارد. سطح آب این دریاچه، ۲۳ متر بالاتراز سطح دریا قرار گرفته‌است. عمق دریاچه اسنوس، در گودترین قسمت، برابر ۱۸۶ متر است. خروجی دریاچه، در سمت غرب است.
دریاچهٔ اسنوس، سابقاً، یک شریان مهم حمل و نقل با قایق بود، تا اینکه راه‌آهن، در سال ۱۹۲۶ به این منطقه آمد و شرایط تغییر کرد. این دریاچه، همچنان محل خوبی برای ماهیگیری از جمله ماهی قزل آلا، است.

## جمعیت در تروندلاگ

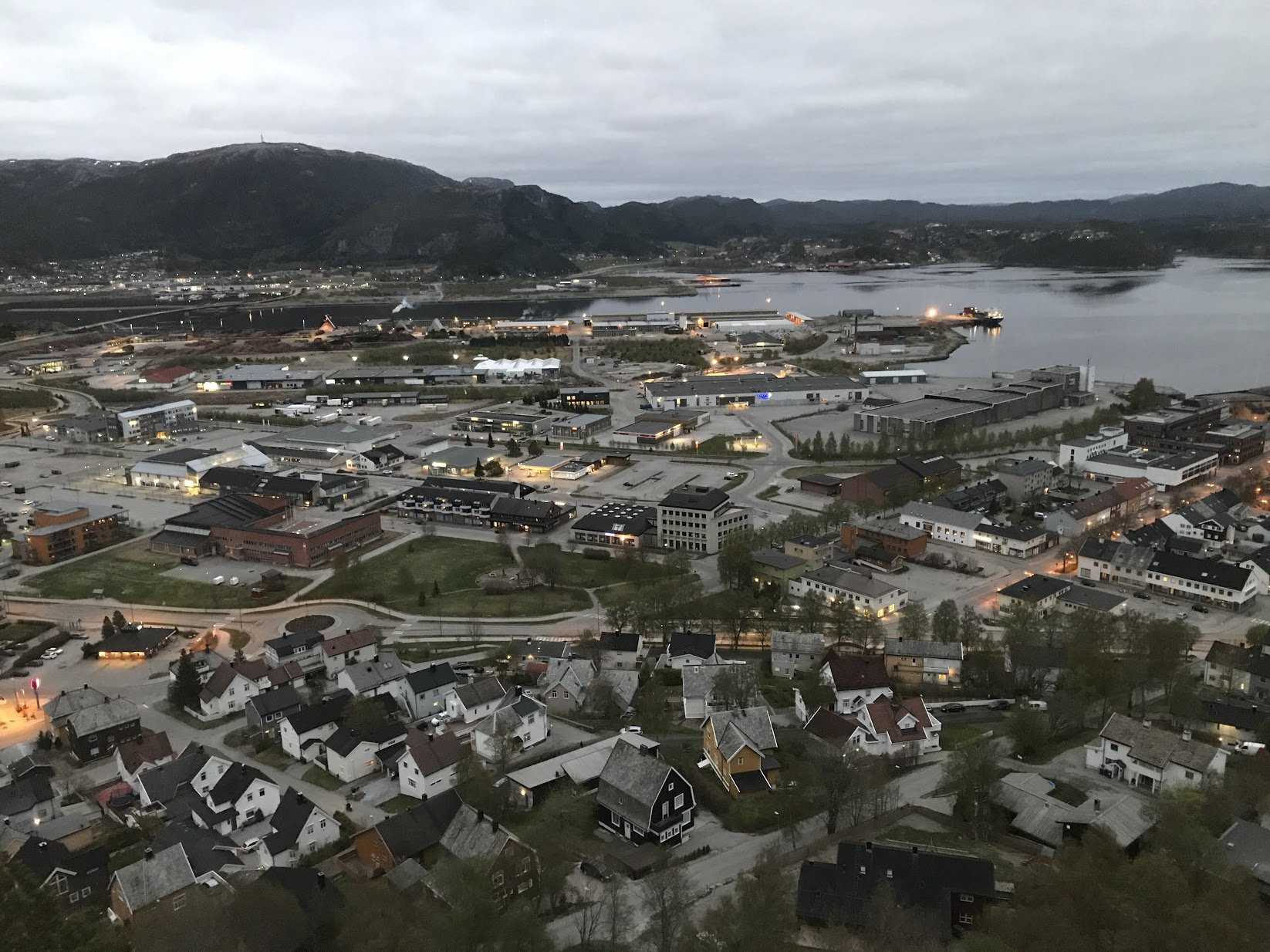
شهرداری نامسوس، در کنار تروندهایم فیوردن؛ سال ۲۰۱۷ میلادی

بخش عمده ای از اهالی استان تروندلاگ، در حوالی سواحل  آبدرهٔ تروندهایم زندگی می‌کنند.
عملاً در سال ۲۰۱۹ میلادی، ۶ محدودهٔ شهرداری، در محور اورکلاند - استیوردال، ۶۱ درصد از کل جمعیت استان را در خود جا داده بودند.
اگر در امتداد این محور، ۴ محدودهٔ شهرداری دیگر، یعنی شهرداری‌های  لوانگر، وردال،  ایندره اُی؛ و استاینکیر، را اضافه کنیم. این میزان، شامل ۷۵ درصد مردم استان تروندلاگ، می‌شود.

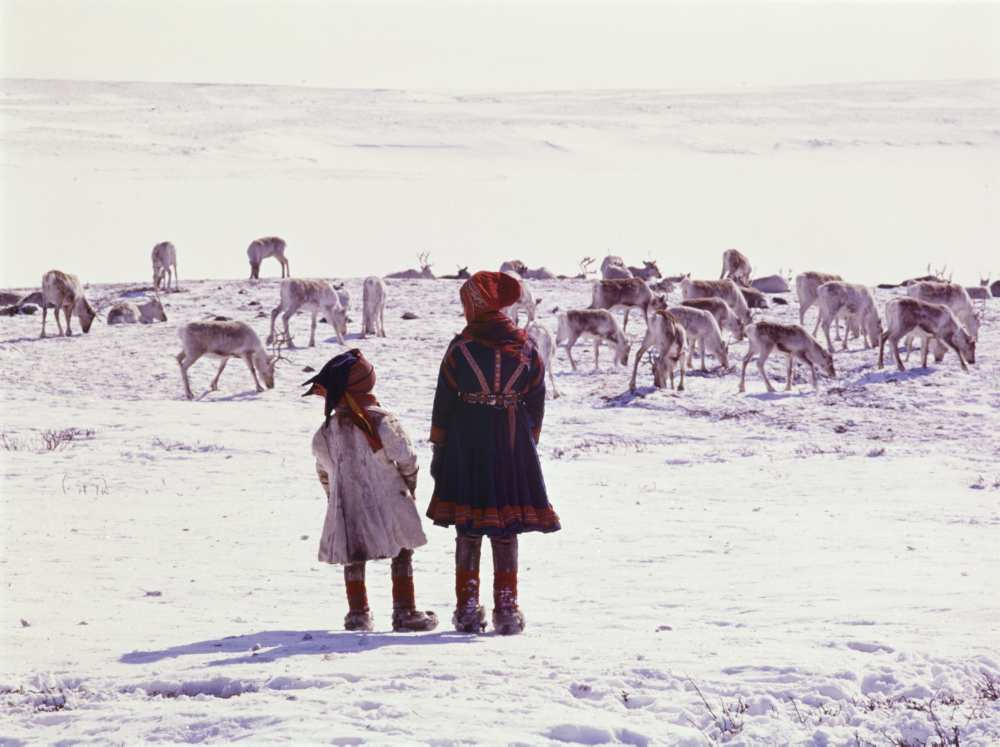
پرورش گوزن شمالی، یک سنت سامی است.

در دورهٔ بین سال‌های ۱۹۷۰ تا ۲۰۱۶ میلادی، نرخ رشد جمعیت، در استان تروندلاگ، ۲۹ در صد بود. در حالی که در همین دورهٔ ۴۶ ساله، رشد جمعیت درکل کشور نروژ برابر ۳۵ در صد بوده‌است.
جمعیت استان تُرُونْدِلاگْ، در دورهٔ سال‌های ۲۰۱۰–۲۰۱۶ میلادی ۶٫۶ درصد افزایش یافته‌است؛ یعنی کمی کمتر از افزایش، در کل کشور، که ۷٫۳ درصد بوده‌است. رشد جمعیت، در شهرهای دارای تأسیسات صید و پرورش ماهی، مانند شهرهای هیترا و اورهالا بیشتراز حد متوسط در استان بوده‌است.
ظاهراً شهرداری‌هایی که بیشترین رشد جمعیت را دارند، جوان‌ترین جمعیت را نیز دارند.
استان تُرُونْدِلاگْ، یکی از مناطق سنتی زندگی برای جمعیت سامی جنوبی در نروژ است. در ۳ شهرداری، از جمله در شهر و شهرک‌های روروس، زبان سامی جنوبی، رسمی؛ و با زبان نروژی، از نظر اداری، دارای ارزش برابر است. ضمن آن که فرهنگ و زبان سامی و پرورش گوزن‌های شمالی، شامل منطقهٔ بزرگتری شده؛ و بر تعداد بیشتری از شهرها تأثیر می‌گذارد.
مهاجران ۱۰٫۵ درصد از جمعیت استان را تشکیل می‌دهند، در حالی که در کل کشور در سال ۲۰۱۶ میلادی، این میزان ۱۶٫۳ درصد بوده‌است.
تا سال ۲۰۱۶ بزرگترین گروه‌های مهاجرتی در استان تروندلاگ، از لهستان، لیتوانی، سوئد، آلمان، سومالی و اریتره بودند. شهرداریهای دارای تأسیسات صید و پرورش ماهی، بیشترین نسبت مهاجران را دارند. . مهاجران از ترکیه، هفتمین گروه بزرگ مهاجران استان را تشکیل می‌دهند و در تروندهایم متمرکز شده‌اند.
طبق آمار سال ۲۰۱۶ میلادی، ۷۴٫۱ اهالی استان، درمناطق پرتراکم شهری زندگی می‌کردند و بقیه، در مناطق روستایی، با جمعیت پراکنده، ساکن بودند. در حالی که در مقیاس کل کشور نروژ، سهم ساکنان مناطق شهری با جمعیت متراکم، ۸۱٫۴ درصد، از اهالی کل کشور بود.
در سال ۹۹۰ا میلادی، ۶۵٫۹ درصد، از اهالی استان، در مناطق شهری استان، زندگی می‌کردند. در حالی که حد متوسط این نسبت، در سراسر کشور، ۷۲٫۳ در صد از کل اهالی بود.

## پیشینه تروندلاگ
در زمانهای قدیم، احتمالاً قبل از سال ۷۰۰ میلادی، تُرُونْدِلاگْ، اصطلاحاً به یک ناحیهٔ قضایی، که شامل آبادی‌های اطراف آبدره تروندهایم بود گفته می‌شد. البته این ناحیه،  شهرداری نامدالن و  شهرداری فوسن را در بر نمی‌گرفت.
در آن زمان، این ناحیه یا منطقه، به دو بخش داخلی و خارجی تقسیم می‌شد. در زمان جدیدتر، اصطلاح تروندلاگ داخلی و تروندلاگ خارجی، گاه به ندرت در ارتباط با امور اداری و در تقسیمات حوزهٔ انتظامی و قضایی استفاده شده و می‌شود.
پس از جنگ کرابه ، تروندلاگ در سال ۱۶۵۸ به همراه برخی مناطق دیگر به سوئد واگذار شد. در نتیجه صلح در راسکیله. در معاهده کپنهاگ، در۲۷ ماه مه سال ۱۶۶۰ میلادی، تروندلاگ، و چند منطقهٔ دیگر - به دانمارک - نروژ بازگردانده شدند.
استان‌های تروندلاگ شمالی و جنوبی، در اول ژانویهٔ سال ۲۰۱۸ میلادی، در هم ادغام شده و استان تروندلاگ، فعلی را تشکیل دادند. این امر در آوریل سال ۲۰۱۶ در شوراهای استان؛ و در ژوئن ۲۰۱۶ توسط  مجلس ملی نروژ، به تصویب رسید. این استان‌ها در اصل، در سال ۱۸۰۴ میلادی با تقسیم ولایت تروندهایم آن زمان به دو ولایت شمالی و جنوبی تشکیل شده بودند.

## اقتصاد تروندلاگ

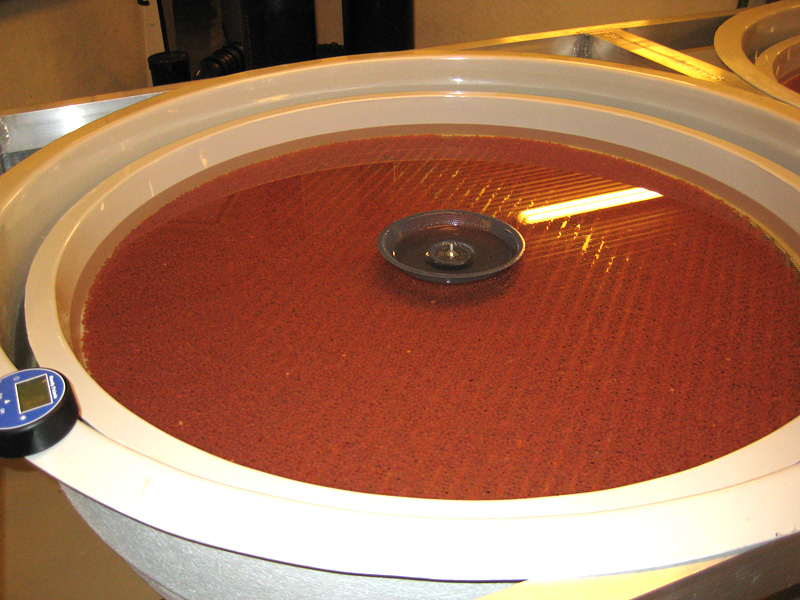
یکی از تجهیزات آبزی پروری، در استان تروندلاگ.

تجارت ماهی و در عمل پرورش ماهی، مهمترین محصول صادراتی در استان تروندلاگ، است. ماهی ۵۶ درصد از صادرات استان را شامل می‌شود. در سال ۲۰۱۵ میلادی، صادرات ماهی استان تروندلاگ، در مجموع برابر ۱۲٫۷ میلیارد کرون نروژ بوده‌است. پرورش ماهی و در کل، اقتصاد آبزی پروری، دیگر صنایع و فعالیت‌های اقتصادی در استان تروندلاگ را تحت تأثیر خود، گذاشته‌است. بزرگترین نسبت کارکنان اقتصاد آبزی پروری، (۲۹٫۸ در صد از صنایع) در محدودهٔ شهرداری فرویا مشاهده می‌شود.
در استان تروندلاگ، در سال ۲۰۱۵ میلادی، ۳٫۹ در صد از نیروی فعال کار در تولید مواد خام، مشغول به کار بوده‌اند. در استان سابق تروندلاگ شمالی، این نسبت، در همان سال، ۶٫۴ در صد بود گه بالاترین میزان در کل کشور نروژ، محسوب می‌شود.
صنایع، در استان تروندلاگ، ۷٫۹ در صد از نیروی فعال کار، برابر با ۱۷٬۷۳۸ نفر را، در سال ۲۰۱۵ میلادی، در اختیار خود داشتند. این نسبت، در مقیاس کل کشور نروژ، ۸٫۴ در صد بوده‌است. در استان تروندلاگ، کشاورزی و بهره‌برداری از جنگل، ستون اصلی گسترش صنایع را تشکیل می‌دهند.

### ترابری در تروندلاگ

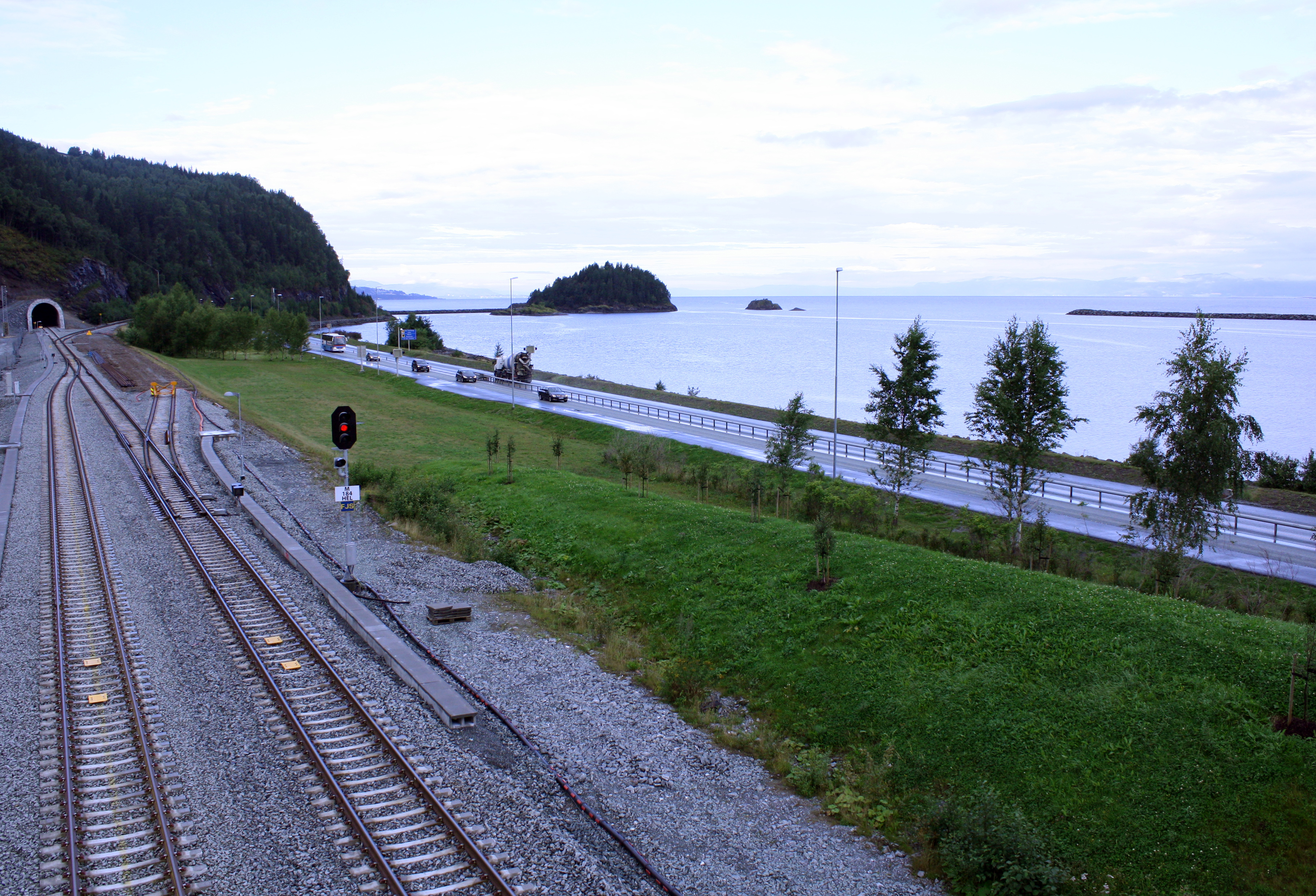
در استان تروندلاگ، شبکه راه‌آهن، یکی از گزینه‌های لجستیک و ترابری، به کشور همسایه در شرق، یعنی سوئد است.

یک محور اصلی، در حمل و نقل استان تروندلاگ، شامل شبکهٔ جادهٔ اروپایی (E6) و راه‌آهن (روروس، دووره؛ و نوردلاند) در استان است.
راه‌آهن و جادهٔ اروپایی (E6) از جنوب، وارد تروندلاگ، شده؛ و از طریق گلدال، به تروندهایم رفته؛ و سپس از میان مناطق پر جمعیت، در ضلع شرقی  آبدرهٔ تروندهایم، به سمت شمال، ادامه می‌یابند.
راه‌آهن تروندلاگ، در محور استورن - استاینکیر، کاربرد محلی دارد. اما شهرداریهای تروندهایم/استیوردال، رو به سمت شرق، دارای ارتباط شبکهٔ راه‌آهن، با اوسترشوند و استکهلم در کشور سوئد هستند.
فرودگاه ورنس تروندهایم، که یک فرودگاه داخلی است، در شهر استیوردال واقع شده‌است و سومین فرودگاه بزرگ نروژ است. همچنین فرودگاه‌هایی با پروازهای منظم، در شهرداری‌های نامسوس، ویکنا، روروس و اورلند، وجود دارند.

## خصوصیات
تروندلاگ ۴۱٬۲۶۰ کیلومترمربع مساحت و ۴۱۸٬۴۵۳ نفر جمعیت دارد.
این منطقه شامل ۲ شهرستان می‌شود.

## یادداشت
1. ↑  
ایور کرابه، (Iver Tageson Krabbe)فرمانده بخش نروژی ارتش دانمارک در جنگ ۱۶۵۷ بود.

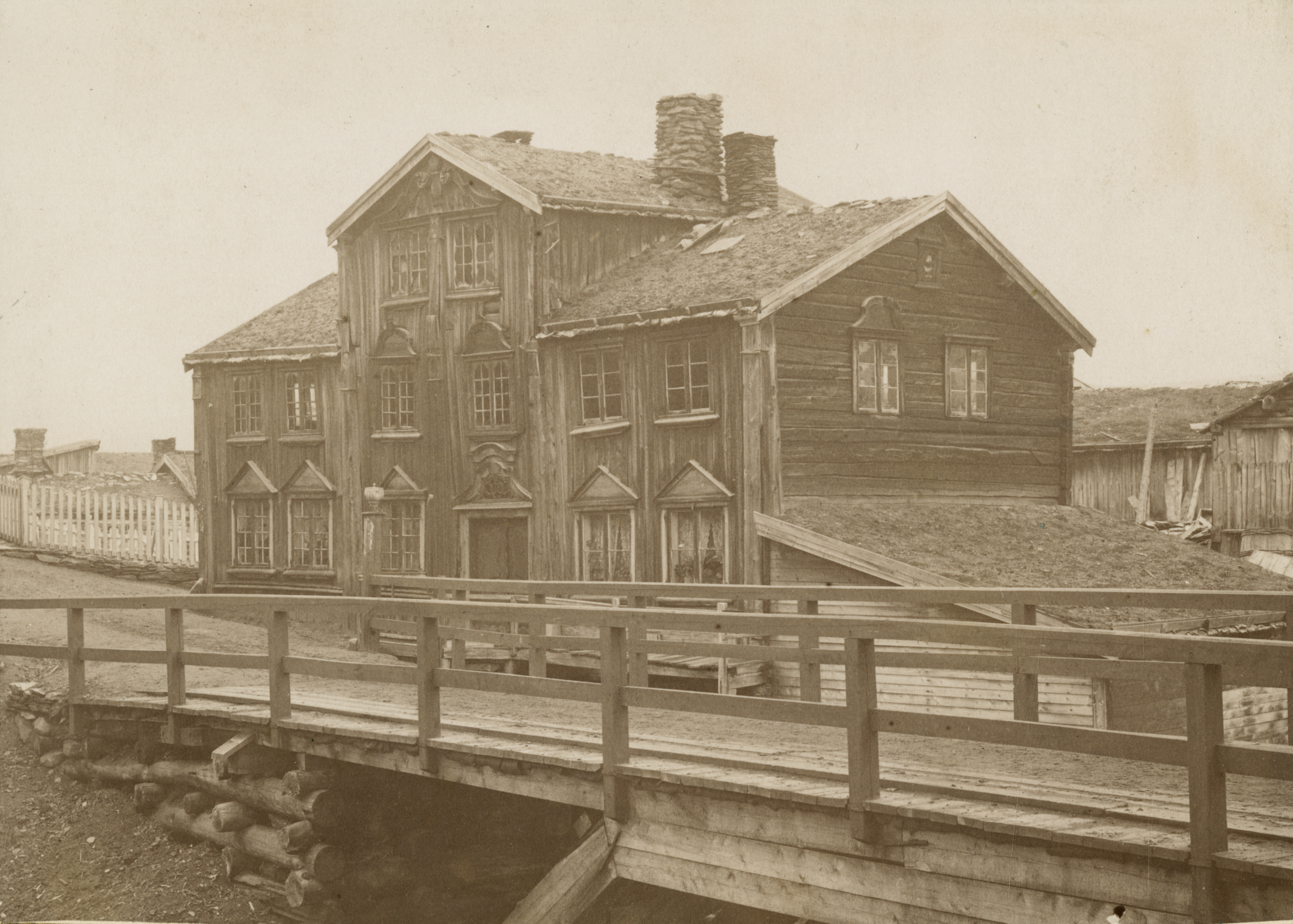
باغی در روروس، که اکنون به موزه مردمی تروندلاگ، تعلق دارد.

جنگ کرابه، که از نظر لغوی، معنی جنگ خرچنگ می‌دهد. یک اصطلاح نروژی، برگرفته شده از نام یک افسر دانمارکی، به نام ایور کرابه(Iver Tageson Krabbe) است؛ یعنی کسی که که در طول این جنگ، فرمانده بخش نروژی ارتش دانمارک بود. اصطلاح جنگ کرابه، برای اشاره به جنگ بین دانمارک - نروژ و سوئد، در دوره بین سال۱۶۵۷ میلادی، تا ۱۶۵۸میلادی، در میان نروژی زبانان بکار می‌رود.[۸]